# Eunápolis
Eunápolis là một đô thị thuộc bang Bahia, Brasil. Đô thị này có diện tích 1196,695 km², dân số năm 2007 là 94144 người, mật độ 78,67 người/km².